# حضارة شاتلبيرونية
الثقافة الشاتلبيرونية  هي أولى ثقافات العصر الحجري القديم الأعلى  في جنوب – غرب فرنسا ووسطها . اعتمدت في المحل الأول على صناعة النصال، وتطورت من الموستيرية. والأداة النموذجية لهذه الثقافة هي السكين الشاتلبيرونية، وهي مصنعة على نصلة ظهرها محدب ومشذب تشذيبا حادا. وتترافق مع هذه الأداة أدوات حجرية أخرى كثيرة تشبه الأدوات الموستيرية، كرؤوس الحراب، والمقاشط، والأزاميل التي استخدمت في تشكيل أدوات من قرون الوعل والعظم. وتتجلى فنون هذه الثقافة في أدوات الزينة، كأسنان الحيوانات المثقوبة، وكأقراط من العظم أو العاج والصدف، ومثل أحجار نادرة عليها حزوز تزينيه.
السكين الشاتلبيرونية: الأداة النموذجية للثقافة الشاتلبيرونية في العصر الحجري القديم الأعلى في أوروبا. وهي مصنعة من نصلة ظهرها محدب ومشذب تشذيبا، وتسمى أيضا نصلة أودى.

## معرض صور

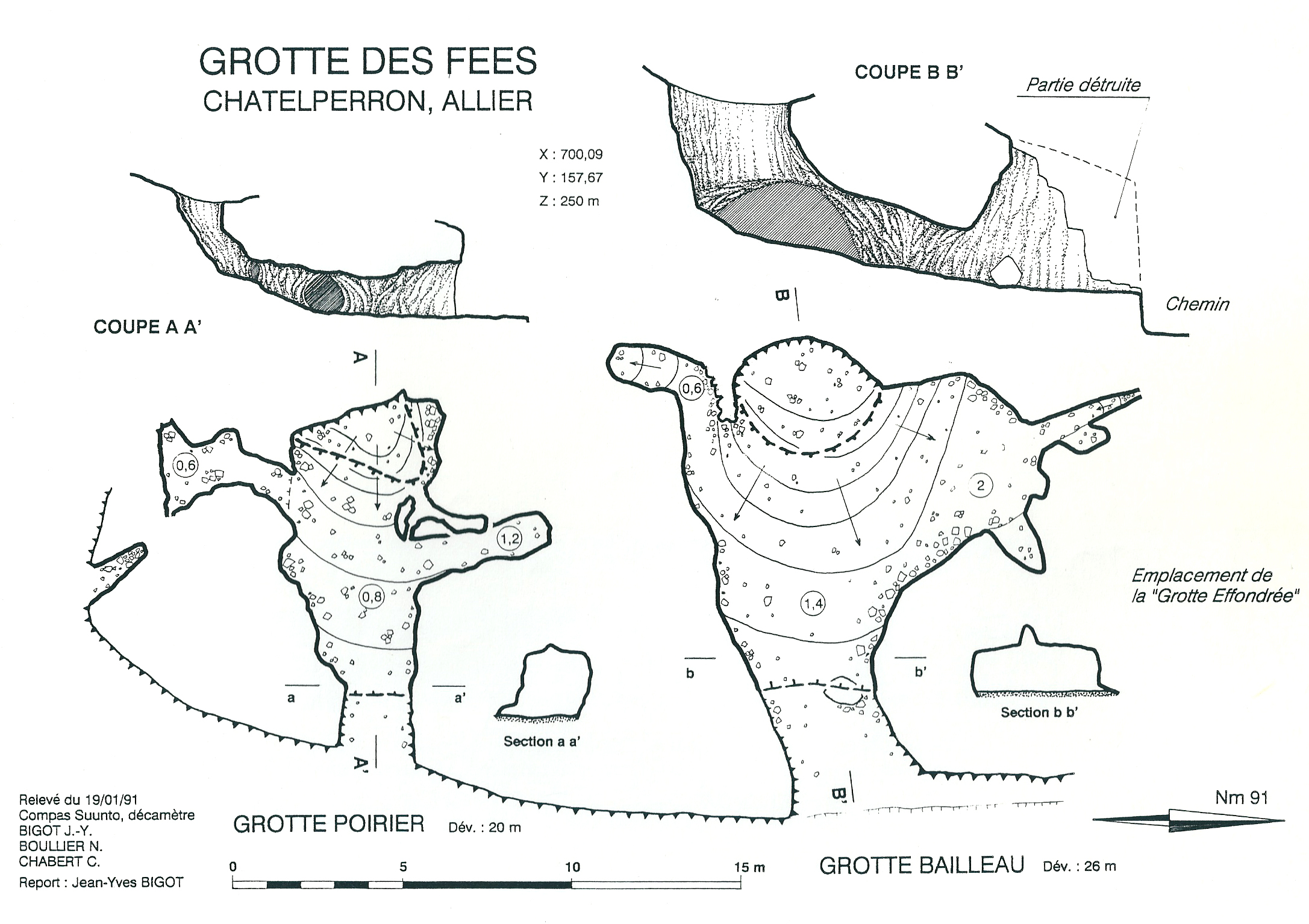
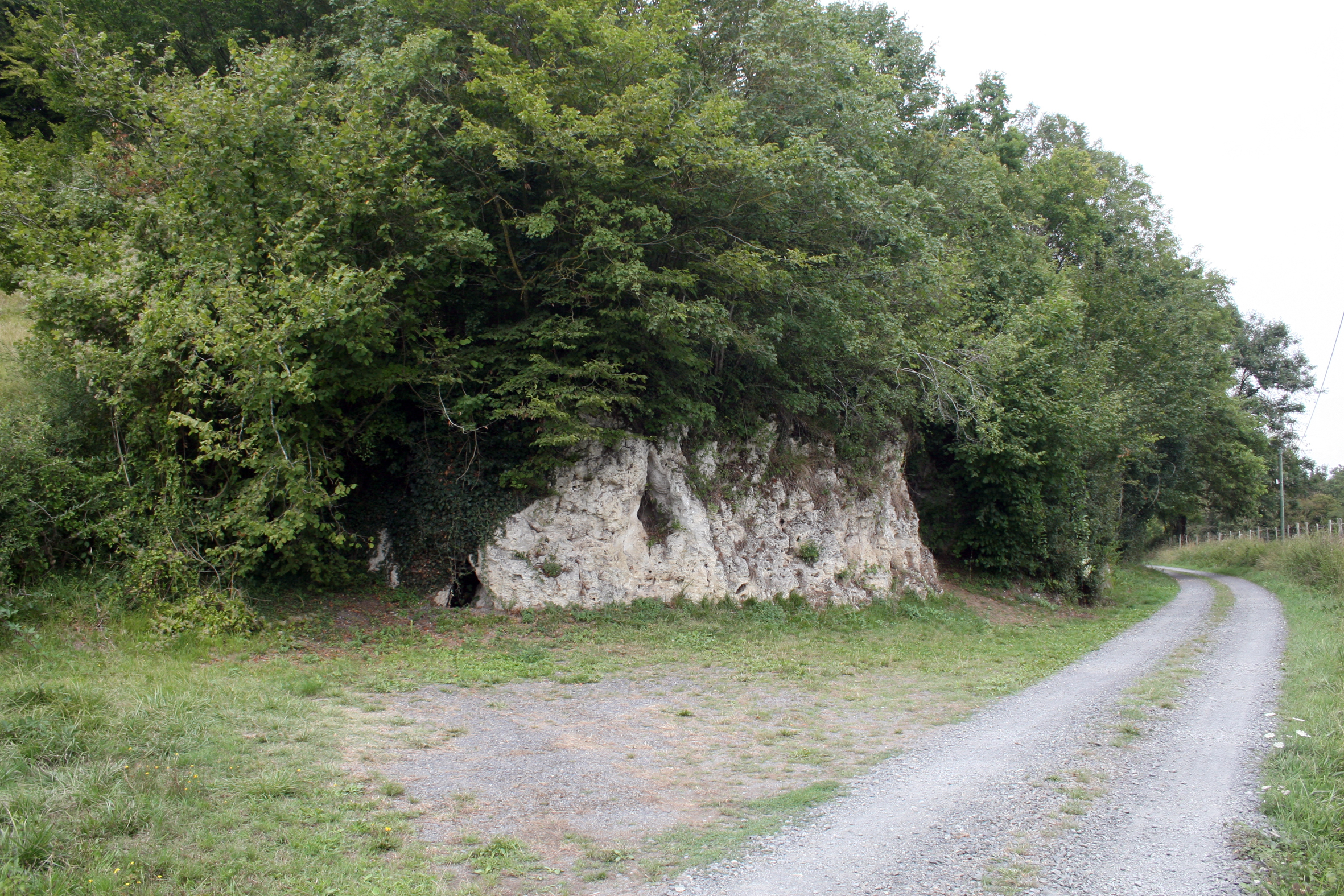
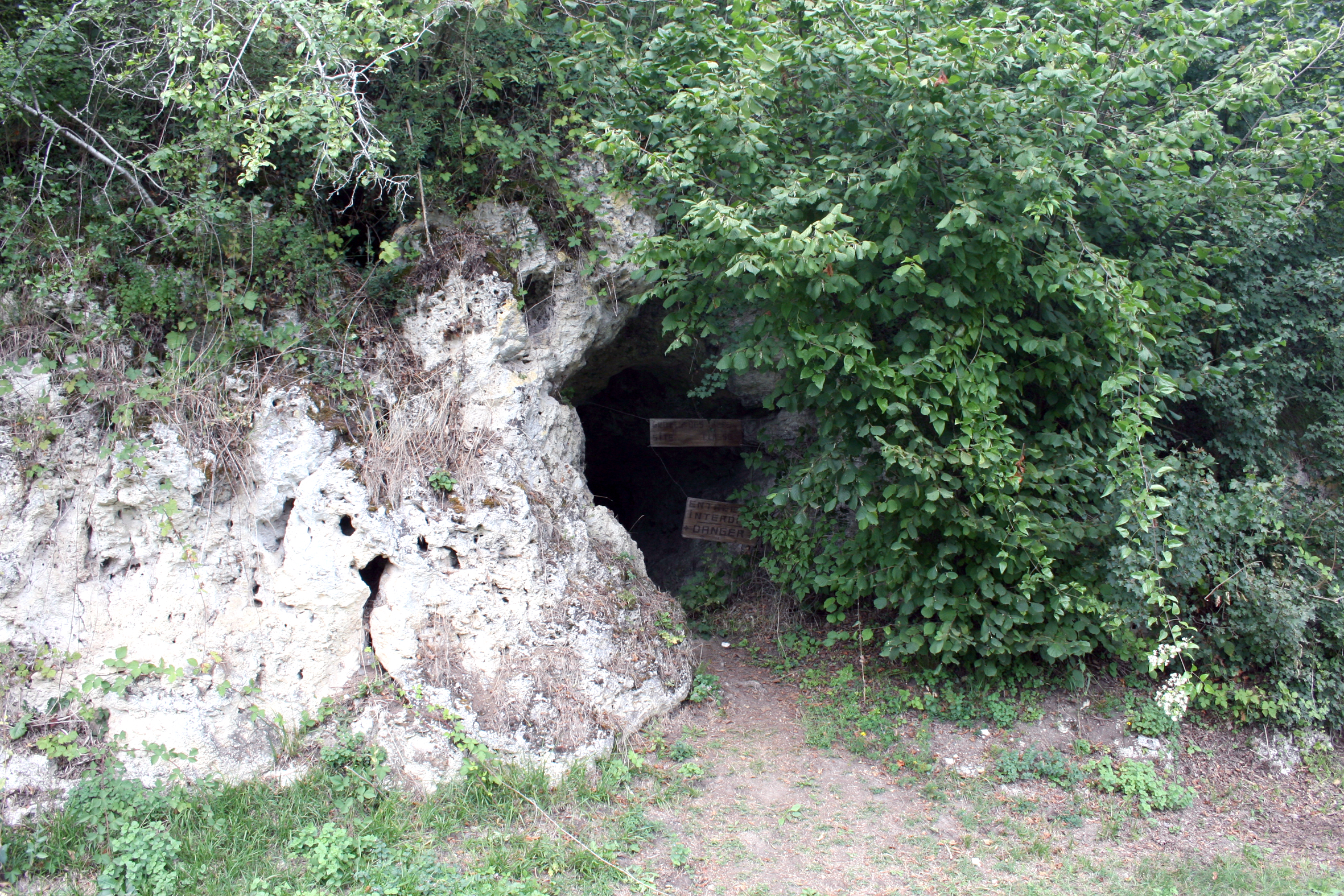
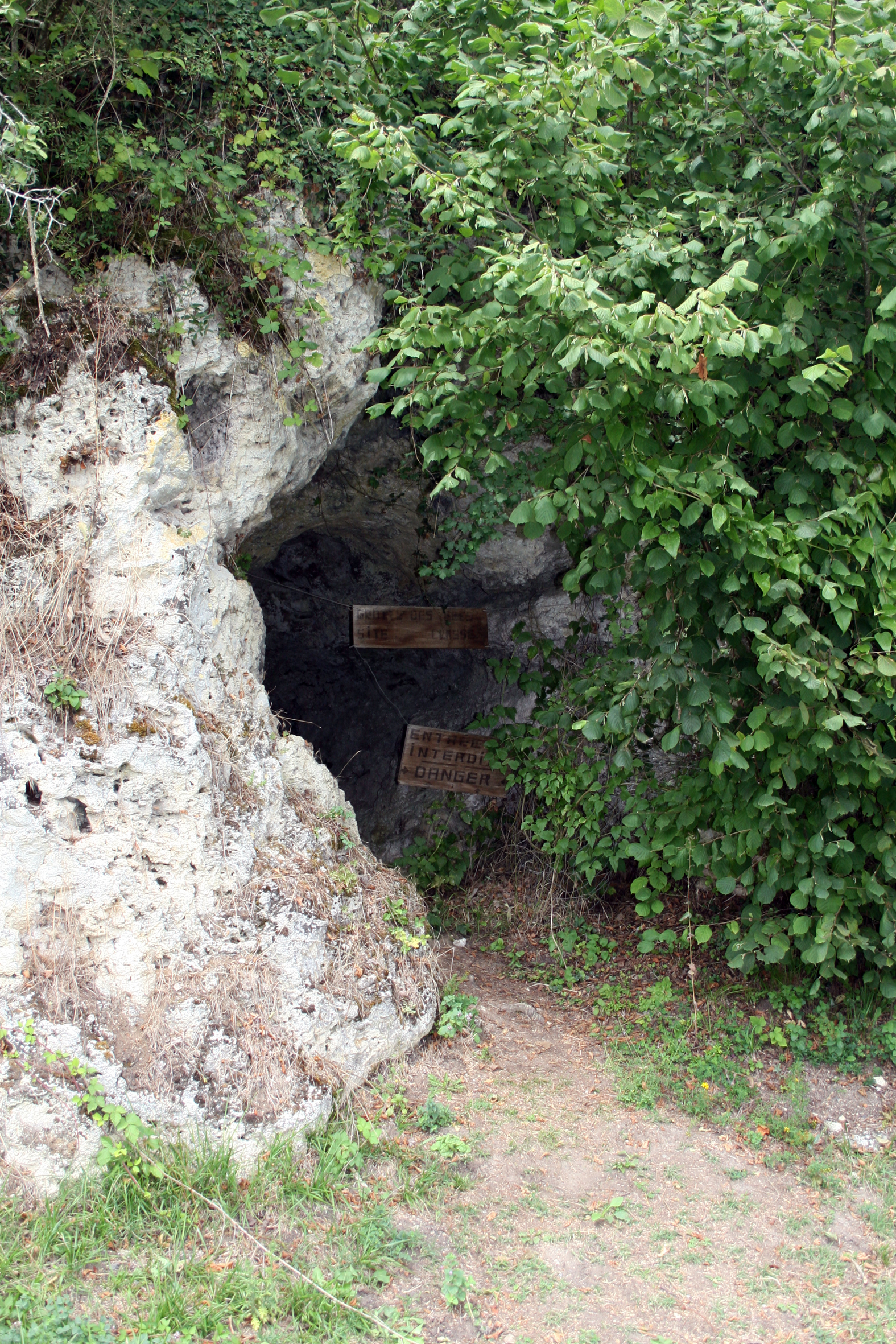

## المرجع
أبو غنيمة، خالد. 2009؛ معجم مصطلحات عصور ما قبل التاريخ. الأردن: جامعة اليرموك.